# Sida cardiophylla
Sida cardiophylla är en malvaväxtart som först beskrevs av George Bentham, och fick sitt nu gällande namn av Ferdinand von Mueller. Sida cardiophylla ingår i släktet sammetsmalvor, och familjen malvaväxter. Inga underarter finns listade i Catalogue of Life.